# Gortva
Gortva – rzeka w południowej części środkowej Słowacji, prawy dopływ Rimavy w zlewisku Morza Czarnego. Długość – 33 km. 
Źródła Gortvy znajdują się na wysokości 470 m n.p.m. na wyżynie Czerhat, na granicy słowacko-węgierskiej. Przez pierwsze 3 km biegu Gortva wyznacza tę granicę. Rzeka płynie na północ i wypływa do Kotliny Rimawskiej, gdzie skręca na wschód. Uchodzi do Rimavy między wsiami Jesenské i Širkovce. W części swego biegu jest podzielona na dwa równoległe ramiona. W górnym biegu zasila sztuczne zbiorniki wodne Tachty i Petrovce.